# Burrard-Halbinsel
Die Burrard-Halbinsel (englisch Burrard Peninsula, Aussprache [buˈɹɑːɹd]) ist eine Halbinsel im äußersten Südwesten des Lower Mainlands, in der kanadischen Provinz British Columbia. Die Halbinsel wird heute zum größten Teil durch das Stadtgebiet von Vancouver und Burnaby bedeckt.
Zu Zeiten der europäischen Entdeckung noch dicht bewaldet, wandelte sich die Halbinsel ab Mitte des 19. Jahrhunderts zu einer heute fast gänzlich überbauten Stadtlandschaft. Die größten erhalten gebliebenen Grünflächen sind der Pacific Spirit Regional Park bei Point Grey und der Stanley Park in Downtown Vancouver sowie mehrere große Parks in Burnaby.
Die ursprüngliche Bezeichnung der First Nations für die Halbinsel war Ulksen oder Ulxen.

## Lage
Die Halbinsel ragt nach Westen in die Straße von Georgia hinein und liegt zwischen dem Fjord Burrard Inlet im Norden und dem Mündungsdelta des Fraser River im Süden. Der Fraser River trennt nach Süden sowohl an seinem Mittellauf das Festland als auch an seiner Mündung Lulu Island und Sea Island von der Halbinsel ab. Der Isthmus befindet sich in der Ebene zwischen dem östlichen Ende des Burrard Inlet und dem Coquitlam River, einem Zufluss des Fraser River.
Auf der Burrard Peninsula liegen von West nach Ost die folgenden Städte beziehungsweise Siedlungsgebiete:
- das University Endowment Lands
- Vancouver
- Burnaby
- New Westminster
- Port Moody
- Coquitlam
- Port Coquitlam

Von Port Moody liegen nur die südlichen Stadtbezirke auf der Halbinsel. Über die Zugehörigkeit vom Port Coquitlam zur Halbinsel gehen die Auffassungen auseinander. Sicher würde die Stadt jedoch am östlichsten Punkt der Halbinsel liegen. Die Westspitze der Halbinsel ist unter dem Namen Point Grey bekannt, dort befindet sich die University of British Columbia, welche ein eigenes Siedlungsgebiet ist.

## Geologie
Die Halbinsel ist grundsätzlich von leicht welliger Oberfläche und mit zahlreichen kleinen Seen durchzogen. Die Küstenlinie ist von felsigen und schroffen Ufern geprägt. Größere Einschnitte oder Buchten finden sich entlang der Halbinsel mehrere. Höchster Punkt der Halbinsel ist der Burnaby Mountain, mit 370 m Höhe. Südlich der Halbinsel finden sich mit dem Mount Work (449 m Höhe) und dem Jocelyn Hill (434 m Höhe) noch zwei weitere Berge.

### Flora und Fauna
Innerhalb des Ökosystems von British Columbia wird die Halbinsel hauptsächlich der Coastal Douglas Fir Zone zugeordnet. Gleiche biogeoklimatische Zonen zeichnen sich durch ein jeweils gleiches Klima sowie gleiche oder ähnliche biologische und geologische Voraussetzungen aus. Daraus resultiert in den jeweiligen Zonen ein ähnlicher Bestand an Pflanzen und Tieren.
Durch die grundsätzlich geschlossene Besiedlung und die intensive forstwirtschaftliche Nutzung in den frühen europäischen Besiedlungsphasen wachsen größere Bäume und Pflanzen nur noch in den geschützten Gebieten in nennenswertem Umfang.

### Klima
Aufgrund der üblicherweise vorherrschenden Windrichtungen sowie der Kuroshio-Strömung ist das Wetter auf der Halbinsel mild aber sehr regenreich. Die Temperaturen liegen im Winter an etwa 46 Tagen knapp unter den Gefrierpunkt, jedoch an nur zwei Tagen unter −10 °C. Im Sommer liegt die Temperatur dafür nur selten über 22 °C. Im Jahr gibt es durchschnittlich 166 Regentage und die niederschlagsreichsten Monate sind der November und der Dezember.
|                        | Jan   | Feb   | Mär   | Apr  | Mai  | Jun  | Jul  | Aug  | Sep  | Okt   | Nov   | Dez   |   |         |
| Mittl. Temperatur (°C) | 3,3   | 4,8   | 6,6   | 9,2  | 12,5 | 15,2 | 17,5 | 17,6 | 14,6 | 10,1  | 6,0   | 3,5   | ⌀ | 10,1    |
| Mittl. Tagesmax. (°C)  | 6,1   | 8,0   | 10,1  | 13,1 | 16,5 | 19,2 | 21,7 | 21,9 | 18,7 | 13,5  | 9,0   | 6,2   | ⌀ | 13,7    |
| Mittl. Tagesmin. (°C)  | 0,5   | 1,5   | 3,1   | 5,3  | 8,4  | 11,2 | 13,2 | 13,4 | 10,5 | 6,6   | 3,1   | 0,8   | ⌀ | 6,5     |
|                        |       |       |       |      |      |      |      |      |      |       |       |       |   |         |
| Niederschlag (mm)      | 153,6 | 123,1 | 114,3 | 84,0 | 67,9 | 54,8 | 39,6 | 39,1 | 53,5 | 112,5 | 178,5 | 160,6 | Σ | 1.181,5 |
|                        |       |       |       |      |      |      |      |      |      |       |       |       |   |         |
| Sonnenstunden (h/d)    | 1,9   | 3,0   | 4,3   | 6,1  | 7,4  | 7,4  | 9,5  | 8,6  | 6,6  | 4,0   | 2,1   | 1,8   | ⌀ | 5,2     |
|                        |       |       |       |      |      |      |      |      |      |       |       |       |   |         |
| Regentage (d)          | 18,5  | 16,3  | 17,0  | 13,9 | 13,0 | 11,2 | 6,9  | 6,8  | 8,6  | 14,3  | 19,7  | 19,8  | Σ | 166     |

| 0,5 |

| 1,5 |

| 3,1 |

| 5,3 |

| 8,4 |

| 11,2 |

| 13,2 |

| 13,4 |

| 10,5 |

| 6,6 |

| 3,1 |

| 0,8 |

| 0,5 |

| 1,5 |

| 3,1 |

| 5,3 |

| 8,4 |

| 11,2 |

| 13,2 |

| 13,4 |

| 10,5 |

| 6,6 |

| 3,1 |

| 0,8 |

## Geschichte
Die frühesten Bewohner waren verschiedene, hauptsächlich den Küsten-Salish zugehörige Gruppen der First Nations. Ursprünglich siedelten hier die Squamish und Musqueam sowie andere Gruppen. Die ersten Europäer, überwiegend Pelzhändler, erreichten die Gegend um 1800. Simon Fraser passierte die Gegend 1808. Eine verstärkte europäische Besiedlung, ausgelöst durch den Fraser-Canyon-Goldrausch (1858–1860) und den Cariboo-Goldrausch (1861–1862), begann jedoch erst ab den 1860er Jahren. Auch die natürlichen Häfen am Burrard Inlet und der Bau der transkontinentalen Eisenbahnlinie sorgten für eine weitere Besiedelung.

## Bevölkerung
Auf der Burrard Peninsula leben ungefähr 1.800.000 Menschen. Eine genaue Bestimmung der Bevölkerungszahl ist nicht möglich, da keine exakte Grenzbestimmung nach Osten erfolgt.

## Verkehr
Die Halbinsel wird von mehreren größeren Verkehrswegen durchzogen. Dabei durchquert der Highway 99 die Halbinsel in Nord-Süd-Richtung, während der Highway 7 das Gebiet im Ost-West-Richtung passiert. Der Highway 7 verläuft streckenweise deckungsgleich mit dem Highway 1, als Teilstrecke des Trans-Canada Highways. Zusätzlich kommen noch weitere kleine Highways, wie der Highway 7A, als Verbindungsautobahnen hinzu.
Auf der Halbinsel und den umgebenden Gewässern finden sich mehrere kleine Hubschrauberflughäfen beziehungsweise Wasserflughäfen. Der regional wichtigste Flughafen, der Vancouver International Airport, befindet sich jedoch auf der benachbarten Insel Sea Island.
Da seit 1998 die Verkehrsgesellschaft TransLink für fast alle Belange des ÖPNV in Metro Vancouver und in damit auf der Burrard-Halbinsel zuständig ist, organisiert sie den Personenverkehr mit Bussen und dem SkyTrain. Zusätzlich verkehren auf der Halbinsel Vorortzüge. Schienenfernverkehr wird hauptsächlich durch VIA Rail vom Bahnhof Pacific Central angeboten. Verschiedene Zugverbindungen, welche durch andere Gesellschaften angeboten werden, verkehren zusätzlich vom Bahnhof Waterfront.
Da sich auf der Halbinsel, sowohl am Burrard Inlet wie am Fraser River, verschiedene Terminals des Port Metro Vancouver befinden, betreiben neben den beiden kanadischen Eisenbahngesellschaften, Canadian National Railway und Canadian Pacific Railway, die Burlington Northern and Santa Fe Railway Güterschienenverkehr auf der Halbinsel. Dazu sind verschiedene Rangierbahnhöfe der unterschiedlichen Größe auf der Halbinsel untergebracht. Wobei die großen Rangierbahnhöfe noch etwas weiter Landeinwärts sind.